# Ewan Beaton
Ewan Beaton (Edmonton, 13 juli 1969) is een voormalig topjudoka uit Canada, die zijn vaderland tweemaal vertegenwoordigde bij de Olympische Spelen: in 1992 (Barcelona) en 1996 (Atlanta). Zijn grootste triomf vierde hij in 1995, toen Beaton kampioen werd in de klasse tot 60 kilogram bij de Pan-Amerikaanse Spelen in Mar del Plata. In de finale versloeg hij de Cubaan Manolo Poulot.

## Erelijst

### Pan-Amerikaanse Spelen
- – 1991 Havana, Cuba (– 60 kg)
- – 1995 Mar del Plata, Argentinië (– 60 kg)